# Домбрувка (Ліпновський повіт)
Домбрувка (пол. Dąbrówka) — село в Польщі, у гміні Кікул Ліпновського повіту Куявсько-Поморського воєводства.
Населення — 274 особи (2011).
У 1975-1998 роках село належало до Влоцлавського воєводства.

## Демографія
Демографічна структура станом на 31 березня 2011 року:
|          | Загалом | Допрацездатний вік | Працездатний вік | Постпрацездатний вік |
| -------- | ------- | ------------------ | ---------------- | -------------------- |
| Чоловіки | 138     | 39                 | 88               | 11                   |
| Жінки    | 136     | 39                 | 74               | 23                   |
| Разом    | 274     | 78                 | 162              | 34                   |